# بخش میمند
بخش میمند یکی از بخش‌های شهرستان فیروزآباد در استان فارس ایران است.

## رتبه در استان
بخش میمند هشتمین بخش  پرجمعیت  استان فارس می باشد.
لیست ۱۰ بخش پرجمعیت استان فارس که در آینده شهرستان خواهند شد.
| ردیف | بخش                 | شهرستان   | جمعیت سال ۱۳۹۵ |
| ---- | ------------------- | --------- | -------------- |
| ۱    | بخش درودزن          | مرودشت    | ۳۷٬۸۲۶         |
| ۲    | بخش جره و بالاده    | کازرون    | ۳۵٬۵۲۴         |
| ۳    | بخش سیدان           | مرودشت    | ۳۲٬۸۵۰         |
| ۴    | بخش ششده و قره بلاغ | فسا       | ۳۰۷۰۲          |
| ۵    | بخش جنت             | داراب     | ۲۹٬۸۵۲         |
| ۶    | بخش شیبکوه          | فسا       | ۲۶٬۹۱۹         |
| ۷    | بخش جویم            | لارستان   | ۲۵٬۰۸۱         |
| ۸    | بخش میمند           | فیروزآباد | ۲۴٬۸۸۵         |
| ۹    | بخش ارژن            | شیراز     | ۲۳٬۴۶۱         |
| ۱۰   | بخش فورگ            | داراب     | ۲۲٬۱۳۸         |

هم اکنون جمعیت بخش میمند  از شهرستان زیر بیشتر است
| ردیف | شهرستان | مرکز   | جمعیت سال ۱۳۹۵ |
| ---- | ------- | ------ | -------------- |
| ۱    | سرچهان  | کره ای | ۲۳٬۱۲۹         |

## تقسیمات کشوری
- بخش میمند
  - دهستان خواجه‌ای
  - دهستان پرزیتون
  - دهستان دادنجان

شهرها : میمند
این بخش شامل یک شهر به نام میمند و ۳ دهستان به نام‌های خواجه‌ای به مرکزیت روستای جوکان، پرزیتون به مرکزیت روستائی به همین نام و دهستان دادنجان به مرکزیت روستای دادنجان و تعداد۴۴روستا و آبادی می‌باشد که برخی از آنها عبارتند از:شبانکاره، چهاربید سرتنگ، صحراسفید، گنک، آبگل، امیرسالار، پرزیتون، تنگریز، بنه خفرک، مرادآباد، اسماعیل‌آباد، جوکان، زنجیران، موک، سریزجان، دارنجان لر. مورجان. دادنجان، ساختمان رئیسی وگودکهلویه جانی آباد. مهکویه. ابراهیم‌آباد. کندران. قصرعاصم. باوریان. حنیفقان. بورزکان. خیرآباد. نجف آباد. وحدت آباد. همت‌آباد کره داشی. بیروکان. انارمهر. سمنگان. میگلی. خبره. آبسوراخ. چنارسوخته کوهمره. عزیزآباد. چنارسوخته خواجه‌ای. مهکویه علیا. له آب. بست دوراه.

## جغرافیای طبیعی
این بخش در آخرین مناطق پیشرفتگی ارتفاعات زاگرس در منطقه ای تقریباً گرم و خشک جنوب قرار گرفته و موقعیت مذکور باعث شده‌است تا میمند دارای آب و هوایی معتدل و نسبت به مناطق همجوار خنک تر باشد.
میمند در جلگه میان دو رشته کوه نسبتاً بلند از سلسله جبال زاگرس به نام‌های سپیدار و پادنا (میمند) که به صورت دو رشته با جهت شمال غربی و جنوب شرقی کشیده شده‌اند، قرار گرفته‌است. کوه سپیدار در طرف شمال شهر میمند قرار دارد و دنباله کوه سبزپوشان شیراز است که دارای جنگل و منابع طبیعی فراوانی است و ارتفاع قله آن۳۱۶۷ متر از سطح دریامی‌باشد. در قسمت جنوب و جنوب شرقی میمند کوه پادنا (در اصطلاح محلی پیدنو و در فرهنگ‌های جغرافیایی میمند نیز گفته می‌شود) قرار دارد. در غرب نیز کوه کم ارتفاعی به نام قلات وجود دارد که از سیرزجان خواجه‌ای تا میمند به موازات پادنا قرار گرفته‌است. از مشرق نیز به خرمن کوه (یا کوه سور) که از میمند به شکل یک نیم دایره دیده می‌شود متصل است.
پوشش گیاهی جنگلهای کوهستانی بیشتر پسته کوهی (بنه) و بادام کوهی (اهلوک) می‌باشد.
آب و هوای میمند از نوع معتدل کوهستانی است. تابستانهای نسبتاً معتدل و خشک و پاییز و زمستانها معتدل مرطوب می‌باشد. حداکثر دما بیشتر در مردادماه و حداقل دما در بهمن ماه رخ می‌دهد. بیشترین بارش فصلی نیز در بهمن ماه است و میانگین بارندگی سالانه به میزان ۴۵۰ میلی‌متر است که در ارتفاعات بیشتر به صورت برف می‌باشد.